# Papyrus 11
Papyrus 11 (volgens de nummering van  Gregory-Aland), of {\displaystyle {\mathfrak {P}}}11, is een oud Griekshandschrift van het Nieuwe Testament. Het is geschreven op papyrus en was een codex. Het bevat fragmenten van I Korinte 1:17-22; 2:9-12&.14; 3:1-3 & 5-6; 4:3; 5:5-7-8; 6:5-9:.11-18; 7:3-6; 7:10-11; 7:12-14.
Slechts een gedeelte kan worden ontcijferd.
Op grond van het schrifttype is het toegeschreven aan de 7e eeuw.
De Griekse tekst van deze codex is een vertegenwoordiger van de Alexandrijnse tekst. Aland plaatst het in Categorie II.
Het handschrift is in 1862 gevonden door Tischendorf . Het wordt bewaard in de Russische Nationale bibliotheek (Gr. 258A) in Sint-Petersburg.